# Všesulov
Všesulov (deutsch Schlösselhof, früher Schösselhof) ist eine Gemeinde in Tschechien. Sie liegt zwölf Kilometer südwestlich von Rakovník und gehört zum Okres Rakovník.

## Geographie

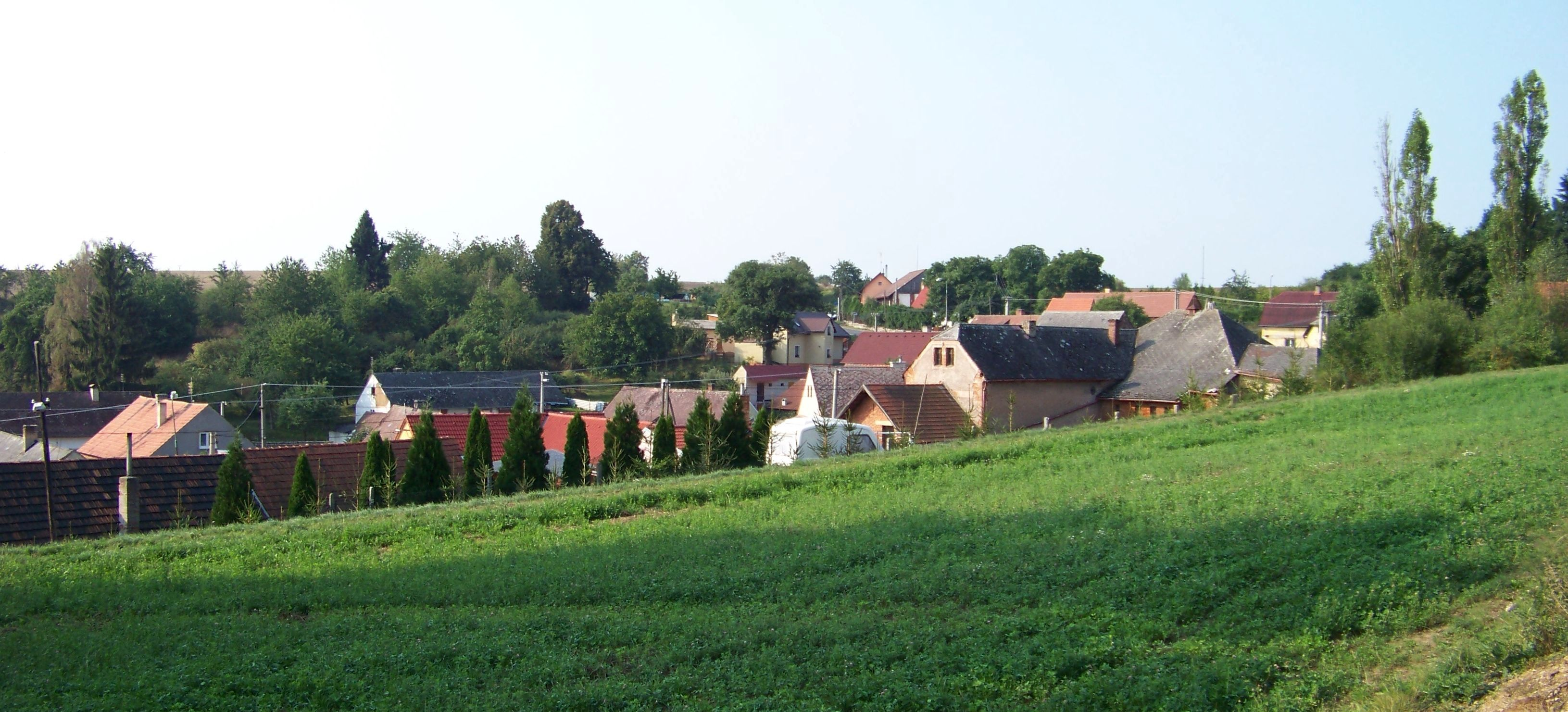
Ortsansicht

Všesulov befindet sich im Kralowitzer Hügelland (Kralovická pahorkatina). Das Dorf liegt in einer Hanglage rechtsseitig des Baches Šípský potok. Gegen Nordwesten erstreckt sich der Naturpark Jesenicko, südöstlich das Landschaftsschutzgebiet Křivoklátsko. Östlich unterhalb des Dorfes liegt der Teich Všesulovský rybník, im Südwesten die Teiche Karaska, Blacák und Závlaha. Nördlich erhebt sich der Dlouhý les (501 m), im Nordosten der Krakov (512 m) und der Nad Kostelem (537 m), östlich der Kočkov (494 m) und der Soudní vrch (474 m), im Südosten der Zhoř (465 m) und der Číhadlo (458 m), im Südwesten der U Remízu (502 m), westlich der Vrabíkov (516 m) sowie im Nordwesten die Černá kočka (552 m) und der V Jedlinách (544 m).
Durch Všesulov führt die Staatsstraße II/229 zwischen Kralovice und Rakovník. Nordwestlich des Dorfes verläuft die Bahnstrecke Rakovník–Mladotice.
Nachbarorte sind Václavský Nový Dvůr, Václavy und Řeřišský Nový Dvůr im Norden, Zavidov, Petrovice, Příčina, Žďáry und Malinová im Nordosten, Krakov im Osten, U Cihelny, Zhoř, Nový Dvůr, Šípský Mlýn und Krakovec im Südosten, Šípy und Bělbožice im Süden, Šípská Hájovna und Čistá im Südwesten, Pod Vrabíkovem, V Lomu, Kůzová, Nová Ves, Smrk und Zdeslavský Dvůr im Westen sowie Zdeslav, Velká Chmelištná und Křekovice im Nordwesten.

## Geschichte
Všesulov entstand wahrscheinlich in der Mitte des 11. Jahrhunderts im Zuge der Binnenkolonisation Böhmens unter Herzog Břetislav I. Dieser hatte im Jahre 1039 bei seinem zweiten Raubzug nach Polen auch die Piastenburg Gradec (tschechisch Hedč) belagert. Nach der Einnahme der Burg stellten sich dorthin geflüchteten Bewohner der Gegend unter den Schutz Břetislavs, der sie mitsamt ihrem Vieh nach Böhmen mitnahm und einen Teil von ihnen im Waldgebiet Černý les entlang des Čistecký potok bei Kralovice ansiedelte. Die Hedčané waren bis zum Beginn des 13. Jahrhunderts freie Siedler, im Jahre 1229 wurden ihre 25 Dörfer der Burg Křivoklát unterstellt.
Die erste urkundliche Erwähnung des Dorfes Všesulov erfolgte im Jahre 1307, als Wilhelm Zajíc von Waldeck die königliche Burg Křivoklát eroberte und sich ihrer Güter bemächtigte. Zajíc hielt die Burg bis 1319 besetzt, danach erlangte sie König Johann von Luxemburg zurück. Ab 1360 gehörte das Dorf zum Hof Krakov und später zur neuerrichteten Burg Krakovec. Im Jahre 1447 erwarben die Herren Kolowrat-Krakowsky die Herrschaft Krakovec. Albrecht Kolowrat-Krakowsky, der mit seinen Brüdern in Fehde lag, machte Všesulov zu seinem Sitz und ließ 1539 einen Herrenhof errichten. 1542 erbte dessen Sohn Christoph Heinrich Kolowrat-Krakowsky auf Šípy das väterliche Gut Všesulov mit Vysoká Libyně. Wenig später fiel ihm auch die Burg Krakovec zu, die er jedoch 1548 an Johann d. Ä. Popel von Lobkowicz auf Zbiroh veräußerte. Das Gut Všesulov bestand 1592 aus dem gleichnamigen Dorf mit der Feste und dem Hof einer Schäferei, der Schänke, der Brauerei und Mälzerei, Teichen, Wiesen und einem Tiergarten sowie den Dörfern Křekovice und Zdeslav.
1596 erbten Christoph Heinrichs minderjährige Söhne Abund, Karl und Maximilian die Herrschaft Šípy. Das Gut und Schloss Všesulov, jedoch ohne das Dorf Zdeslav, wurde 1605 an Havel Hrobschitzky von Hrobschitz auf Petrowitz verkauft. Wegen der Beteiligung von Georg Hrobschitzky von Hrobschitz am Ständeaufstand wurde dessen Gut Petrowitz mit Všesulov nach der Schlacht am Weißen Berg konfisziert. Nach dem Dreißigjährigen Krieg war das Gut verwüstet und das Schloss eine ausgebrannte Ruine. Danach wurde das verödete Gut Schösselhof zwischen verschiedenen Grundherren weitergereicht. 1676 erwarb Karl Maximilian Lažanský von Bukowa auf Manetin das zu dieser noch nicht wiederbesiedelte Gut Všesulov. Während seiner Herrschaft wurden in dem nun Schesselhof genannten Ort acht Chaluppen errichtet. 1695 erbte Wenzel Josef Lažanský das Gut. Er kaufte 1713 die Herrschaft Křič und das Gut Tschistay auf und vereinigte diese. Schesselhof bestand zu dieser Zeit aus acht Chaluppen, einem Meierhof mit Schäferei, einer Wassermühle im Tal des Šípský potok sowie zwei Windmühlen oberhalb des Dorfes, und hatte 54 Einwohner. Seine Witwe Marie Gabriele Lažanský von Bukowa, geborene Czernin von und zu Chudenitz starb 1758 als Oberin des Reichsstiftes adeliger Fräulein in der Neustadt Prag und hinterließ eine Hälfte der verschuldeten Herrschaft dem Stift. Die andere Hälfte, zu der auch Schesselhof gehörte wurde auf Antrag ihrer Gläubiger subhastiert; da sich dafür jedoch kein Interessent fand, fiel sie den Lažanskýschen Erben zu, die sie 1764 dem Fräuleinstift, das später den Namen k.k. freiweltadeliges Damenstift zu den heiligen Engeln in der Altstadt Prag erhielt, verkauften. Damit wurde Schesselhof wieder mit Křič vereinigt. Während der Josephinischen Reformen wurde die Herrschaft im Jahre 1787 an das Prager Theresianum angeschlossen, 1791 ging sie an das Damenstift zurück.

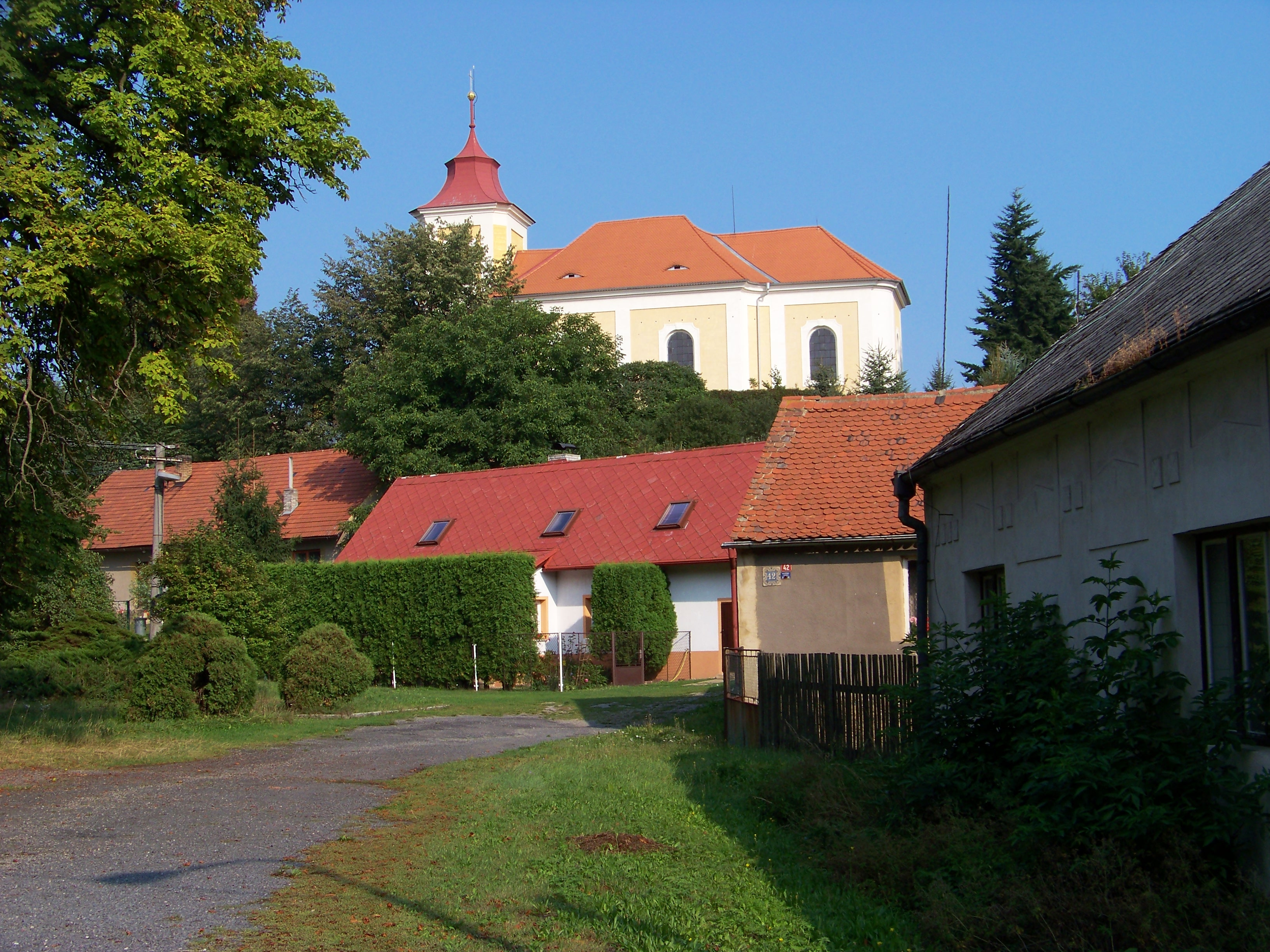
Kirche des hl. Martin

Im Jahre 1843 bestand Schösselhof, auch Schlösselhof / Žezlow, Sseslow, Wsseselow bzw. Wssesulow aus 38 Häusern mit 308 Einwohnern. Im Ort gab es die Filialkirche des hl. Martin, in der jeden vierten Sonntag Gottesdienst gehalten wurde, sowie einen obrigkeitlichen Meierhof, eine dominikale Schäferei und ein Wirtshaus. Pfarrort war Tschistay. Bis zur Mitte des 19. Jahrhunderts blieb Schösselhof der Herrschaft Křič untertänig.
Nach der Aufhebung der Patrimonialherrschaften bildete Všesulov / Schösselhof ab 1850 einen Ortsteil der Gemeinde Křekovice im Bezirk und Gerichtsbezirk Kralowitz. Im Jahre 1906 verkaufte das Freiweltadelige Damenstift zu den heiligen Engeln die Grundherrschaft Chříč Stephan von Götzendorf-Grabowski, der sie 1910 an Gustav Fischer veräußerte. Anschließend wechselten die Besitzer in rascher Folge. Všesulov löste sich 1920 von Křekovice los und wurde eigenständig. Im Jahre 1932 hatte Všesulov 270 Einwohner. 1949 wurde Všesulov in den neugebildeten Okres Plasy überwiesen. Nach der Aufhebung des Okres Plasy wurde Všesulov 1960 dem Okres Rakovník zugeordnet. Am 1. Jänner 1980 wurde Všesulov nach Čistá eingemeindet. Všesulov löste sich am 24. November 1990 wieder von Čistá los und bildete eine eigene Gemeinde. Všesulov ist seit 1999 Mitglied der Mikroregion Čistá-Senomaty.

## Gemeindegliederung
Für die Gemeinde Všesulov sind keine Ortsteile ausgewiesen.

## Sehenswürdigkeiten

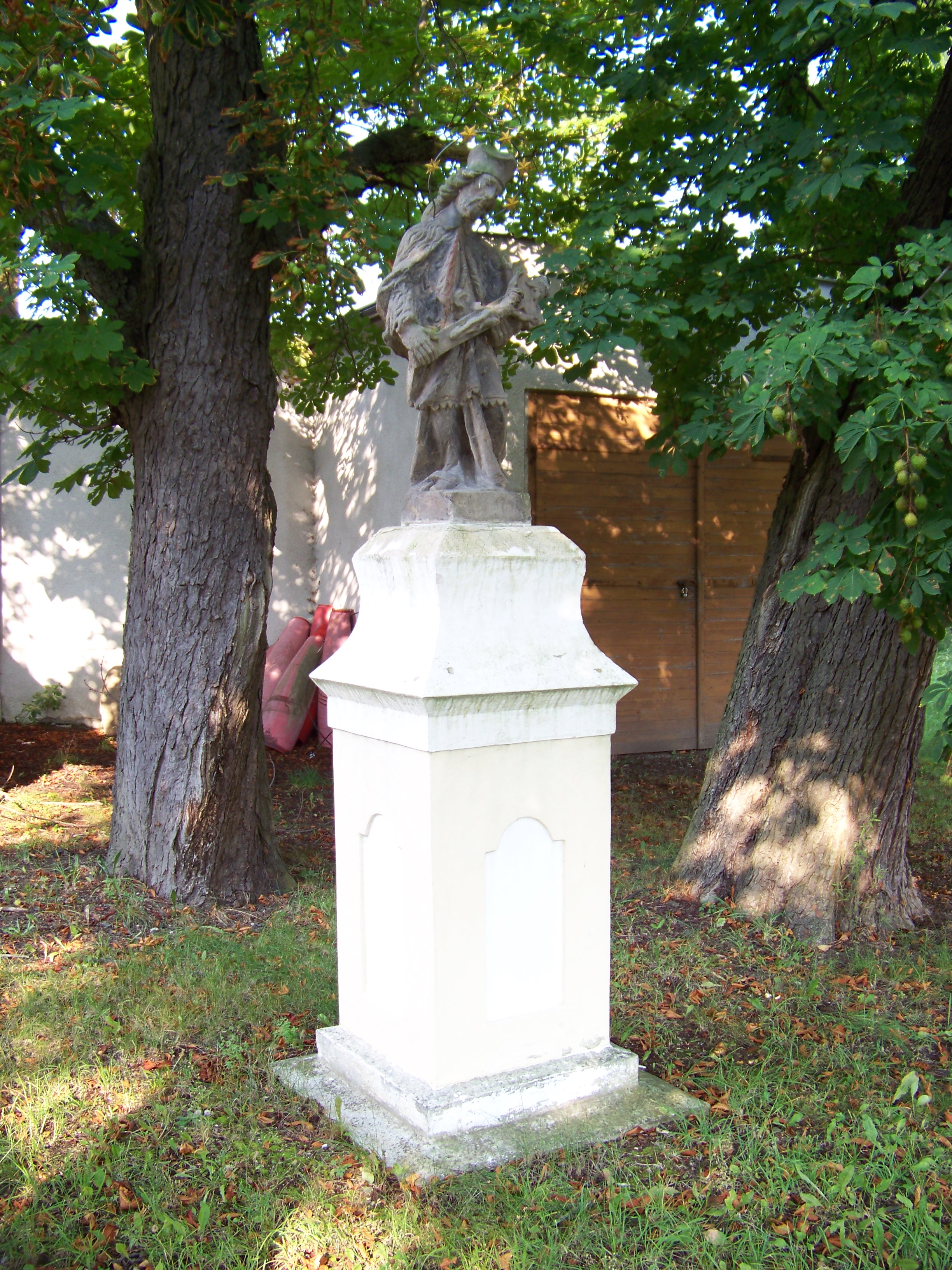
Statue des hl. Johannes von Nepomuk

- Barocke Kirche des hl. Martin, erbaut zu Beginn des 18. Jahrhunderts
- Barocke Statuen der hll. Johannes von Nepomuk und Jakobus aus dem 18. Jahrhundert

## Söhne und Töchter der Gemeinde
- Franz Korinek (1907–1985), österreichischer Jurist und Politiker